# Johannisried

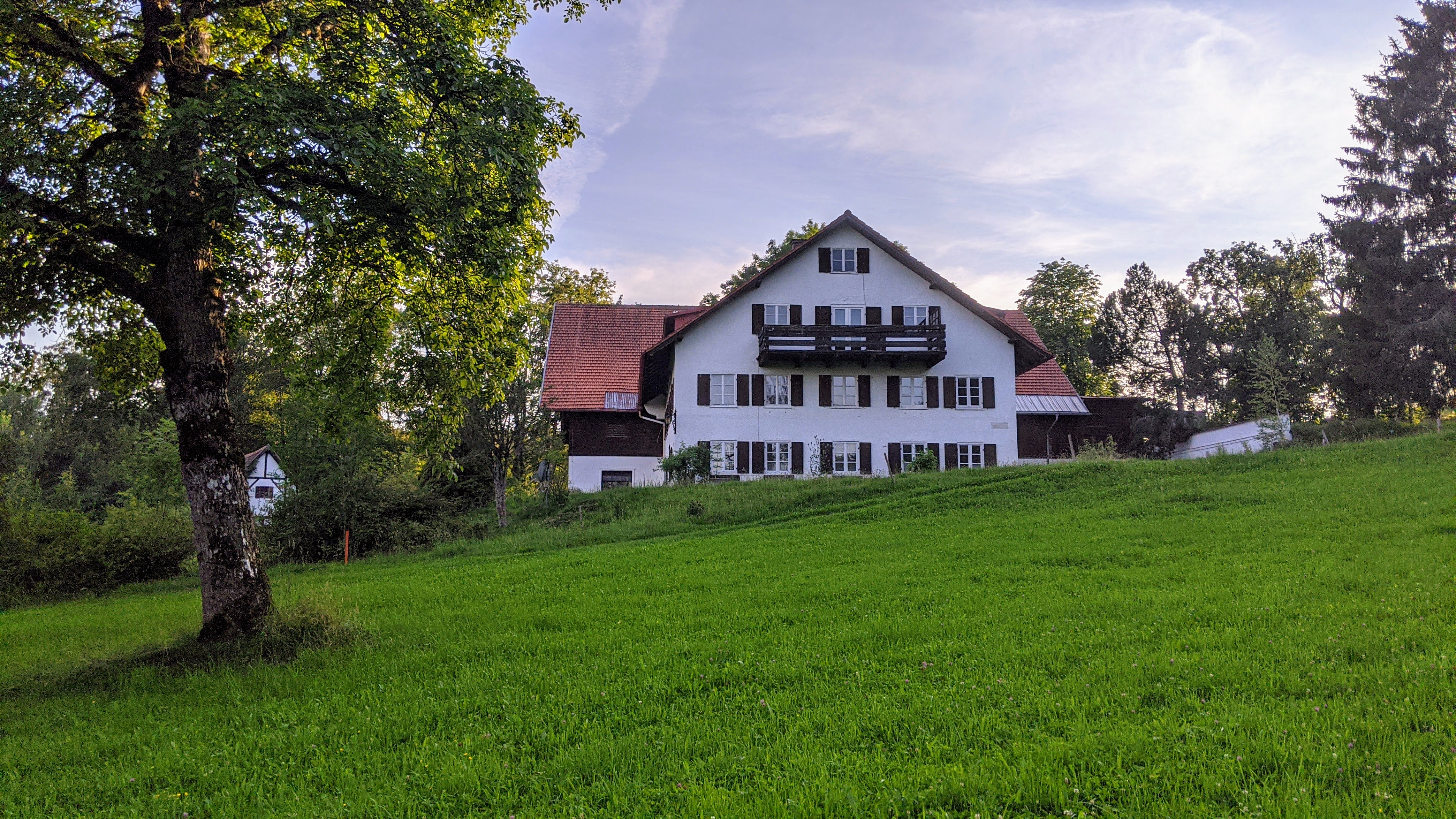
Einöde Johannisried

Johannisried ist eine Einöde sowie ein Ortsteil der kreisfreien Stadt Kempten (Allgäu).

## Geschichte
Im Jahr 1380 hatte der Hof zem Obern Johansried das Triebrecht auf die Stadtallmey. 1352 wurden Güter und Zehnten unter anderem zu Hansenried, stiftkemptische Lehen, an die St. Leonhardskapelle im Laufenbach verkauft. Die folgenden Jahre wird der Ort immer wieder erwähnt: im Albis uffem obern Johannesried (1518), im Johansried am Knieboß (1559), Unsinn (1698), Ober- oder Johannisried (1780/81), Oberried oder Johannesried wird auch zum Unsin genant (1785), Unsin oder Johannesried (1793).
Laut Richard Dertsch wird es sich offenbar auch bei den benachbarten Rieden Unterried und Oberried um das untere Johannisried handeln, das heutige Johannisried als das Obere – was auch aufgrund der Höhenunterschiede nachvollziehbar ist. Der Name deutet auf eine Rodung des Johannes hin, der schon 1300 häufig im Allgäuer Namensschatz vorkommt.
Das Einzelgehöft gehörte zur Hauptmannschaft Mariaberg. Bei der Gemeindebildung 1818 wurde Unterried der Ruralgemeinde Sankt Lorenz zugeschlagen, wurde aber zum 24. April 1934 mit einigen benachbarten Siedlungen aus Sankt Lorenz ausgegliedert und in die Stadt Kempten eingemeindet, und gehört in der Folge auch zur Gemarkung Kempten. 1919 erwarb Hermann Kluftinger das Anwesen. Er war bis 1928 der Fabrikdirektor und Aktionär der Spinnerei und Weberei Kottern in Kottern bei Kempten. Bis 1955 war er mit Unterbrechungen Direktor der Mechanischen Baumwollspinnerei und Weberei Augsburg.
1987 lebten in der Einöde vier Einwohner. 2014 nur noch zwei Personen.